# ریشارت شولتسه-کوسنس
ریشارت شولتسه-کوسنس (به آلمانی: Richard Schulze-Kossens) ۲ اکتبر ۱۹۱۴ – ۳ ژوئیه ۱۹۸۸) از اعضای حزب سیاسی ناسیونال سوسیالیست کارگران آلمان و سازمان نظامی اس‌اس در دوره رایش سوم بود که در دوره‌های مختلف به عنوان آجودان یواخیم فون ریبنتروپ، وزیر خارجه و آدولف هیتلر، پیشوای آلمان خدمت کرد.

## زندگی
در سال ۱۹۱۴ در برلین زاده شد. سال ۱۹۳۴ به اس‌اس پیوست و دوره آموزشی را در دانشکده افسران اس‌اس در بات تولتس در بایرن گذراند. سال ۱۹۳۶ با درجه اونتراشتورم‌فورر (معادل ستوان دوم) در یگان محافظان پیشوا موسوم به لایب‌اشتاندارته اس‌اس آدولف هیتلر قرار گرفت. پیش از آغاز جنگ جهانی دوم به وزارت خارجه آلمان منتقل شد. همراه هیئت یواخیم فون ریبنتروپ، وزیر خارجه برای امضای پیمان عدم مخاصمه با شوروی به مسکو رفت.
با آغاز جنگ با یگان لایب‌اشتاندارته در کارزار لهستان و کارزار فرانسه حاضر بود. همچنین در تهاجم به یوگسلاوی و یونان در بالکان مشارکت کرد. تا پایان این کارزارها هر دو درجه ۲ و ۱ نشان عالی صلیب آهنین به او اعطا شد.
پس از آن که برادرش سال ۱۹۴۱ در جبهه شرقی کشته شد، از طرف آدولف هیتلر به عنوان جانشین او، عضو ستاد پیشوا شد. ابتدا افسر خدمتکار بود و سپس آجودان شخصی هیتلر شد. ریشارت شولتسه-کوسنس با قامتی بلند در بسیاری از تصاویر گرفته‌شده از هیتلر در پس‌زمینه دیده می‌شود.
شولتسه-کوسنس به عنوان یک افسر با تجربه و نشان صلیب آلمانی طلایی، ماه دسامبر سال ۱۹۴۴ به عنوان فرمانده دانشکده آموزشی افسران بات تولتس که خود زمانی در آن آموزش دیده بود، برگزیده شد. روزهای پایانی جنگ مأمور به تشکیل یک گروه زرمی با عنوان ظاهری لشکر سی‌وهشتم اس‌اس نیبلونگن از کارکنان و دانشجویان این دانشکده شد. بدین شکل در سن تنها ۳۱ سالگی، با درجه اوبراشتورمبان‌فورر (معادل سرهنگ دوم) در جایگاه فرماندهی یک لشکر قرار گرفت. به هر حال یگان او ماه مه سال ۱۹۴۵ تسلیم نیروهای آمریکایی شد و خود به اسارت درآمد.
ریشارت شولتسه-کوسنس دوران بازنشستگی خود را در دوسلدورف گذراند و در نهایت روز ۳ ژوئیه سال ۱۹۸۸ درگذشت.